# Giuseppe Terragni (politico)
Giuseppe Terragni (Como, 18 marzo 1902 – 11 agosto 1963) è stato un politico italiano, sindaco di Como dal 1946 al 1952 e in seguito senatore e deputato.

## Biografia
Omonimo del noto architetto Giuseppe Terragni, era un industriale serico.
Membro della Democrazia Cristiana, a seguito delle elezioni amministrative del 1946 venne eletto sindaco di Como dopo lunghe trattative tra i partiti, nelle quali fu preferito a Paolo Nulli, capolista del Partito Socialista Italiano e già in precedenza sindaco della città, e succedendo così al comunista Antonio Marnini. Confermato dopo le elezioni del 1951, in cui grazie all'assegnazione maggioritaria dei seggi riuscì a formare una giunta monocolore DC, si dimise quindi nel 1952, sostituito dal compagno di partito Paolo Piadeni.
Alle elezioni politiche del 1953 fu candidato al Senato della Repubblica nel collegio di Como, in cui ottenne 51 351 voti pari al 46,1% ma non venne eletto a causa della legge elettorale, che in quel collegio premiò Attilio Terragni del Partito Nazionale Monarchico, che aveva ottenuto il 6,8%. Giuseppe Terragni fu comunque in seguito ripescato, subentrando il 12 luglio 1957, per meno di un anno di legislatura, al dimissionario Carlo Corti. Alle successive elezioni del 1958 si candidò invece alla Camera dei deputati, per la circoscrizione Como-Sondrio-Varese, e risultò eletto con 26 601 preferenze personali, quarto nella lista della DC.